# Paleobotánica

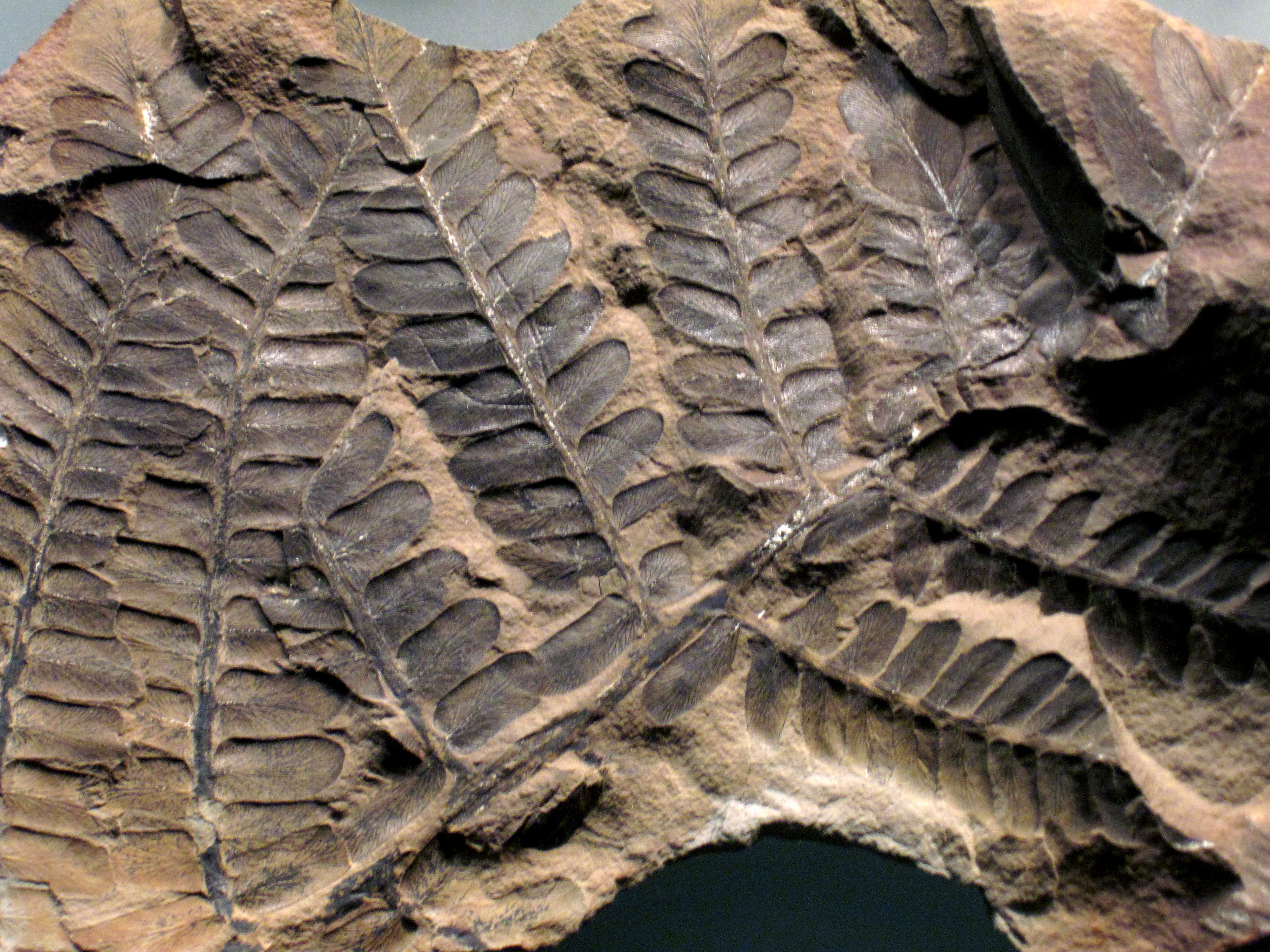
Fósil de un fronde del helecho Neuropteris flexuosa (Carbonífero de Estados Unidos)

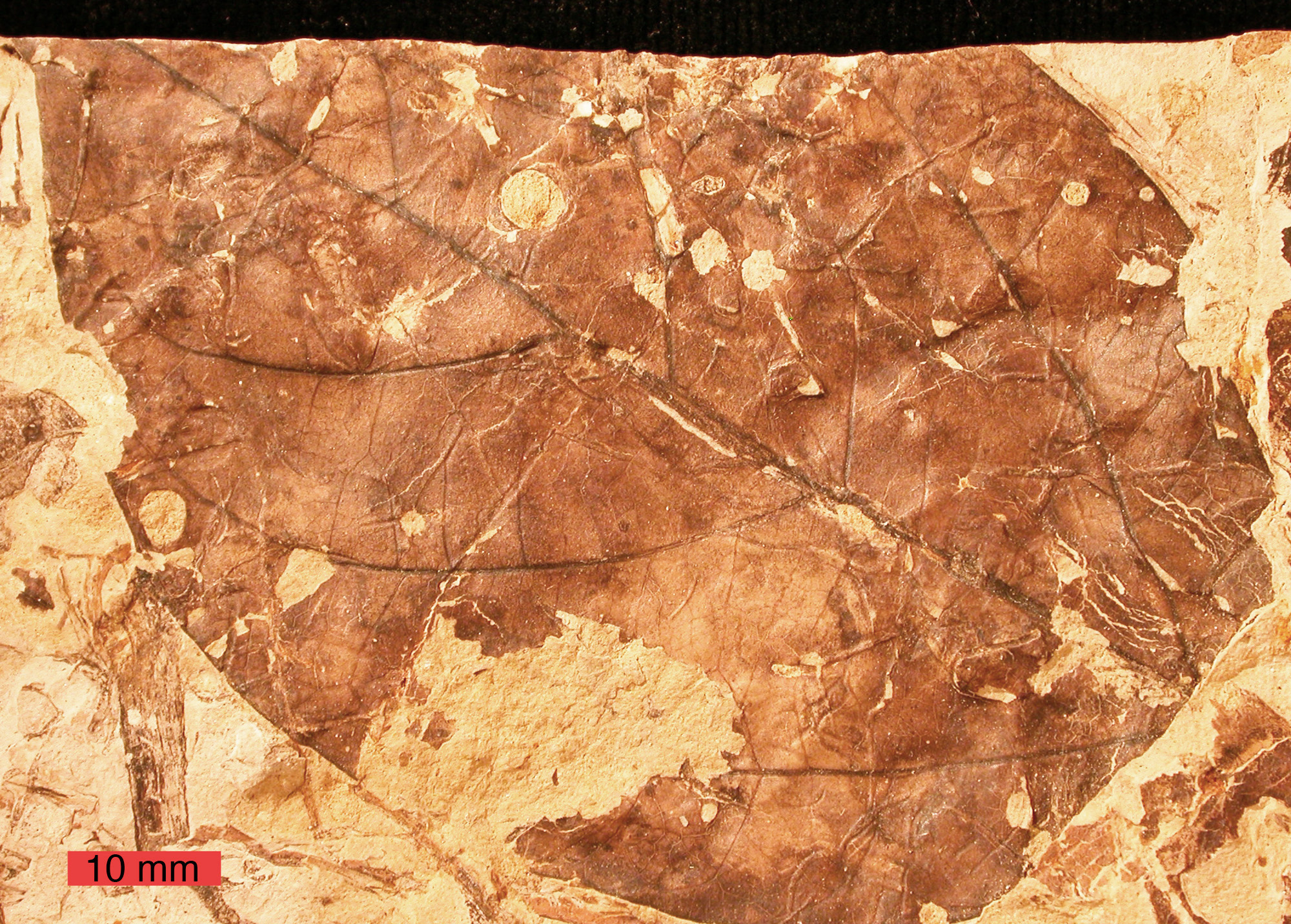
Fósil de una hoja de Viburnum lesquereuxii parcialmente comida por insectos (Cretácico de Estados Unidos)

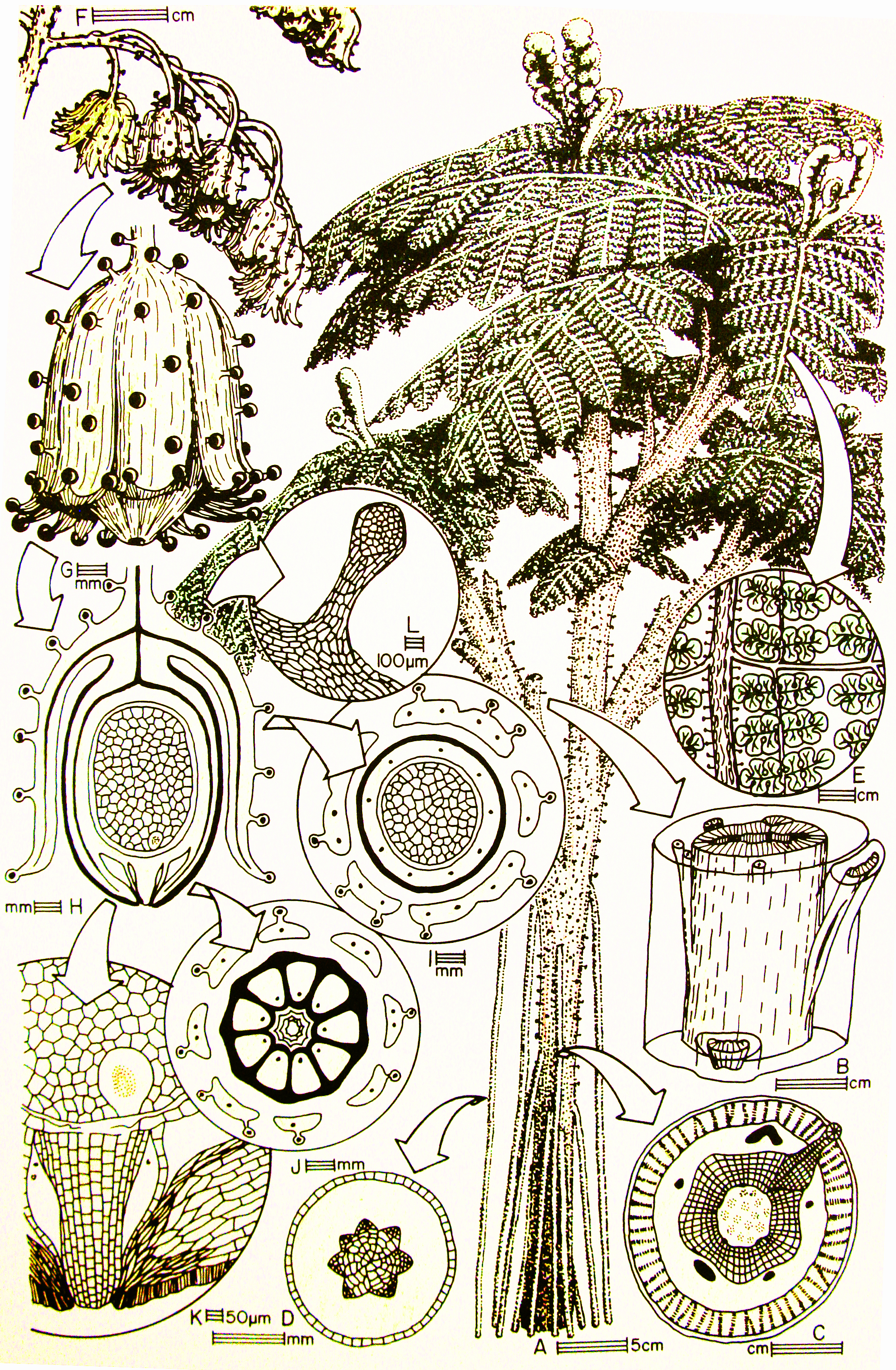
Reconstrucción de la planta extinta Lagenostoma lomaxii, que habitó en los bosques pantanosos del Carbonífero de Europa y América del Norte

La paleobotánica (del griego paleo, antiguo y botanikos, de las hierbas) es una disciplina y una ciencia compartida por la botánica y la paleontología que estudia los restos de vegetales que vivieron en el tiempo pasado. También contempla el uso de los restos para la reconstrucción de ambientes antiguos y la historia de la vida. Incluye el estudio de los fósiles de las plantas terrestres, y los autótrofos marinos como las algas. 
Los fósiles vegetales son restos de individuos que se han conservado en las rocas sedimentarias por un proceso fisicoquímico denominado fosilización. Por lo general solo se conservan las partes más duras, siendo excepcional que se conserven también las partes más blandas, gracias a esto es posible que lleguen hasta nosotros algunas de las partes indispensables a la hora de clasificar una planta, estas son: las hojas, parte de sus tallos, semillas y resina fósil.
Debido a que la mayoría de los fósiles de plantas se conservan en rocas como partes desarticuladas, es frecuente encontrar en el sitio una variedad de tipos de hojas, semillas, polen, madera, etc. dispersos, lo que hace muy difícil el relacionar unas con otras, es por ello que los paleobotánicos se basan en la morfología y anatomía de plantas actuales para completar el rompecabezas. Por otra parte, la clasificación de cada elemento (raíz, tallo, hoja, etc.) se realiza de manera independiente, como si fueran especies distintas. Las categorías —y por extensión los componentes de las mismas— de esta sistemática paralela basada en elementos aislados se denominan parataxones, para diferenciarlas de los taxones formales. Esta clasificación parataxonómica se realiza de acuerdo a las reglas del ICBN (International Code of Botanical Nomenclature).
Esta disciplina nos permite deducir el clima del pasado, su evolución y la influencia sobre otros organismos.

## Tipos de fósiles vegetales
Desde la perspectiva de la tafonomía vegetal los restos atraviesan las tres etapas de la tafonomía clásica: necrobiosis, bioestratinomía y fosildiagénesis, y dependiendo de cómo se hayan preservado en el sedimento una vez atravesados todos los filtros tafonómicos, es posible diferenciar:
Impresiones y compresiones: este tipo de fosilización se da cuando los vegetales se imprimen en el sedimento dejando su huella y el color del resto fósil es idéntico al de la roca portadora. También se denominan improntas. 
Moldes y contramoldes: sucede cuando las partes de las plantas con más volumen se entierran en el sedimento. Si la materia orgánica se destruye quedará un espacio dejado por el tronco. Si este hueco se rellena con sedimento se forma el molde y el sedimento que lo rodea constituye el contramolde.
Permineralizaciones o mineralización: se dan cuando los tejidos quedan impregnados de minerales como la sílice o el carbonato de calcio. Normalmente se impregnan las células luego de la destrucción de su contenido. También encontramos frutos y semillas mineralizadas que son objeto de estudio dentro de la disciplina conocida como paleocarpología.
Carbonización: al morir la planta o caer un resto de la misma en un ambiente pantanoso o reductor, en un medio con poco oxígeno, los hidratos de carbono que constituyen la celulosa se descomponen lentamente, desprendiendo metano y anhídrido carbónico.
Esta forma de fosilización tiene distintas etapas a través de períodos muy largos de tiempo, formándose distintos materiales: turba, que es el carbón vegetal menos transformado, es una sustancia negruzca de aspecto esponjoso, lignito, hulla, antracita, que es el carbón mineral que todos conocemos. 
Ambar y copal: resina fósil que puede contener en su interior diversos elementos de la flora o fauna del momento previo a la fosilización.
Polen y esporas fósiles: células sexuales estudiadas por la paleopalinología.

## Reconstrucción de plantas extintas
La reconstrucción de las plantas extintas, a partir de sus restos preservados como fósiles, es uno de los objetivos principales de la Paleobotánica. Para esto, se sirve de cuatro métodos, que están ordenados en grado decreciente de confiabilidad.
1. Conexión orgánica: los órganos están unidos por un tejido, o conectados. Es el único caso irrefutable, pero debe confirmarse que no haya un error de interpretación. Ejemplo: las Progymnospermas fueron reconstruidas por el hallazgo de conexión orgánica entre la fronde Archaeopteris y el leño Callixylon.[6]
2. Similitud morfológica: los órganos están dispersos, pero presentan características en común como caracteres epidérmicos (glándulas, papilas), canales secretores, elementos conductores. Ejemplo: Lagenostoma lomaxii, que fue reconstruida utilizando como referencia las glándulas epidérmicas similares que aparecen en hojas y preóvulos.[7][8]
3. Soporte por afinidad: en este caso, los órganos están dispersos, pero por sus caracteres se los vincula a una misma familia u orden.
4. Ocurrencia mutua: los órganos están dispersos y son hallados en los mismos estratos. La reconstrucción será más confiable si aparecen en conjunto con frecuencia, si tienen una similar abundancia o escasez, y si la asociación donde aparecen es autóctona.

## Distribución de la flora a lo largo del tiempo
Las plantas han evolucionado y distribuido a un ritmo distinto que el resto de los organismos, es por ello que presentan una escala temporal propia:

### Era florística Arqueofítica
Período(s): Precámbrico 4600 m.a., Cámbrico 542 m.a., Ordovícico 488 m.a.
Se dan los primeros indicios de la vida que surgía en el planeta:
Monera procariota (sin núcleo celular).
- Bacteria, se han encontrado registros fósiles de bacterias en rocas terrestres con una antigüedad de aproximadamente 3500 millones de años.

- Cianobacterias, por ejemplo las formadoras de estromatolitos, importantes organismos formadores de rocas durante este período.

Monera eucariota, (con núcleo celular), que abarca organismos tanto del reino animal como del reino vegetal.
- Protista, representado por los cocolitofóridos, que son algas diminutas y esféricas, que presentan un exoesqueleto calcáreo y también fueron importantes formadores de rocas durante este período.

### Era floristica Paleofítica

#### Silúrico y Devónico
Período(s): Silúrico 440 m.a., Devónico 410 m.a..
En la transición a este período las plantas comienzan a penetrar en tierra firme, apareciendo las plantas vasculares (cormofitas), que poseían una raíz para absorber los nutrientes, un tejido de sostén y brotes, ocupados en la asimilación. En el Silúrico, tienen una vida anfibia, levantando sus brotes por encima del agua.
El método de reproducción que utilizaba este tipo de plantas fue el de la propagación por esporas (pteridofitas o helechos). Representan a este grupo las psilofitas, que manteniendo sumergidas sus raíces, elevaban sus brotes por sobre la superficie del agua. Estos brotes eran una simple rama cubierta con microfilos, lo que les daba un aspecto escamoso.
Otro representante de importancia son las Lycopodiaceae, descendientes de las psilofitas, en estas los microfilos son reemplazados por macrofilos, que permitían una mayor absorción de humedad, facilitando la independencia del medio acuático y colonizar la tierra firme.

### Era florística Mesofítica

#### Carbonífero y Pérmico
Período(s): Carbonífero 360 m.a., Pérmico 300 m.a.
Una vez que las plantas conquistaron definitivamente la tierra firme se produjo un explosivo incremento en la vida vegetal, apareciendo una gran diversidad de especies y en gran abundancia; es por eso que a este período se le denomina Mesofítico. 
Durante este período aparecieron especies de gran porte, grandes árboles, pertenecientes a Licopodiata, que llegaron a alcanzar alturas de hasta 40 metros y diámetros de hasta 2 metros. 
Sus principales representantes son Lepidodendron y Sigillaria.
Una de las adaptaciones más exitosas que tuvieron las plantas durante este período fue el desarrollo de los primeros tipos de hoja. Muy simples pero comparativamente superiores a los macrofilos.
Aparecen durante este período las plantas de tallo articulado, las que presentan un tallo hueco, con interrupciones desde las cuales en ocasiones surgen ramificaciones secundarias. 
Dos especies representativas de este grupo son: Annularia y Calamites.
También en este período aparecen las Lycopsida, grupo de helechos arbóreos que alcanzaban hasta 30 o 40 m de altura.

#### Triásico  y Jurásico
Período(s): Triásico 251 m.a., Jurásico 208 m.a.
A comienzos del Triásico las espermatofitas, con reproducción por medio de semillas, inician su predominio de los ecosistemas mediante la clase de las gimnospermas, cuya reproducción es mediante semillas desnudas.
De estas destacan la subclase Ginkgoales –cuyo único representante actual es el Ginkgo biloba– y las coníferas, incluyendo araucarias, abetos, pinos, etc., y las Cycadales, plantas con aspecto de palmera, con troncos globosos, coronados en un gran penacho de hojas.
Las Bennettitales provistas de hojas pinnadas y un tronco cilíndrico y la peculiaridad de contar con un prototipo de flor bisexual, que más tarde aparecerá como característica de otra clase de plantas, las angiospermas.
Posibles herederos de los licopodios pueden ser la clase Coniferophyta, ya que en algunos licopodios se producía la heterospora que pudo prosperar hasta la formación de semillas.

#### Cretácico
Sistema(s): Cretácico 146 m.a. hasta 65 m.a.

### Era floristica Neofítica
Ya antes de este período las condiciones son propicias para las angiospermas, se reproducen mediante semillas cubiertas, y a partir de ahora logran su máximo desarrollo y diversificación. No se produce un desplazamiento total de las gimnospermas que perduran hasta nuestros días.
Las Angiospermas se dividen en: monocotiledóneas, aquellas en que su semilla no se divide al germinar como por ejemplo las palmaceas y en las dicotiledóneas, su semilla si se divide al germinar como son abedules, encinas, sauces, laurel, etc.

## Aplicaciones de la paleobotánica
Como los fósiles vegetales deben ser comparados con plantas actuales, el acervo de una colección paleontológica debe ser lo más completo posible y deben estar en buen estado de conservación que permita su estudio morfológico, anatómico, comparativo, etc. Es importante que cada ejemplar fósil presente información detallada, por ejemplo, número de inventario, tipo de preservación, clasificación, procedencia estratigráfica, edad, etc. Todos estos datos favorecen y enriquecen las investigaciones de los paleobotánicos permitiendo realizar inferencias relevantes en el análisis de los fósiles.

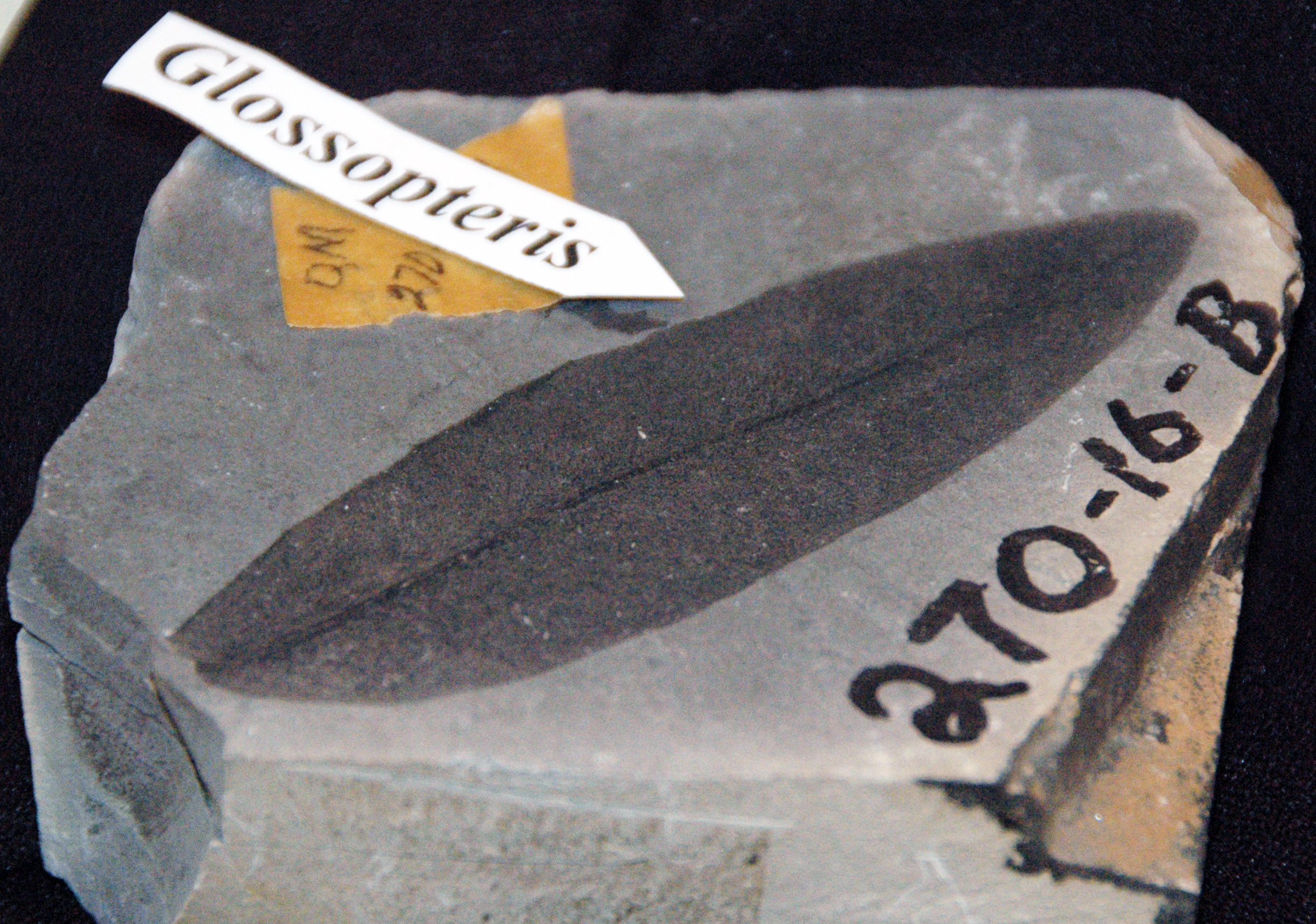
Hoja lanceolada del helecho con semillas Glossopteris

Además del reconocimiento de la diversidad vegetal del pasado, el otro objetivo de la paleobotánica es proveer información sobre el funcionamiento de los organismos en un contexto paleoecológico. Debido a que el clima ejerce gran influencia en los atributos estructurales y fisiológicos de las especies, el potencial de las plantas fósiles como clave para entender los climas del pasado fue reconocido en la historia temprana de la paleobotánica. En la madera, al igual que en las hojas, se reconoce una estrecha relación entre la expresión de características anatómicas particulares y diferentes variables climáticas.
Algunos géneros de plantas fósiles constituyeron una evidencia de la deriva continental propuesta por Alfred Wegener en 1912, por ejemplo Glossopteris es un indicador de la existencia del supercontinente de Gondwana. Además de proporcionar información paleobiogeográfica estos fósiles son indicadores bioestratigráficos.